# Pinezići (Marčana)
Pinezići is een plaats in de gemeente Marčana in de Kroatische provincie Istrië. De plaats telt 55 inwoners (2001).